# Carlo Mineo
Carlo Mineo (Palermo, 4 aprile 1703 – Patti, 7 settembre 1771) è stato un vescovo cattolico italiano.

## Biografia
Nacque a Palermo. Fu beneficiale e parroco della chiesa di Santa Margherita in Palermo.
Su proposta di Carlo III, papa Benedetto XIV lo nominò vescovo della diocesi di Patti il 16 febbraio 1756.
Consacrò la cattedrale di Patti il 26 novembre 1758; ingrandì il palazzo vescovile e il seminario diocesano istituendovi una biblioteca ricca di volumi e pregiate pergamene.
Sappiamo che compì almeno cinque volte la visita pastorale ai paesi della diocesi esortando sempre alla serietà della condotta e all'approfondimento della dottrina cristiana; di lui ci rimangono anche quattro Relations ad limina, presentate alla Santa Sede dal 1761 al 1768.
Si rese celebre per aver composto un catechismo in lingua siciliana che ebbe una notevole diffusione incrementando la conoscenze degli elementi di dottrina cristiana e di alcune preghiere.
Morì a Patti il 7 settembre 1771.

## Genealogia episcopale
La genealogia episcopale è:
- Cardinale Sigismund von Kollonitz
- Cardinale Mihály Frigyes Althann
- Cardinale Juan Álvaro Cienfuegos Villazón, S.I.
- Cardinale Joaquín Fernández de Portocarrero
- Vescovo Carlo Mineo